# Horst Böhme (Chemiker)

Horst Böhme, um 1963

Johann Friedrich Horst Böhme (* 30. Mai 1908 in Bernau bei Berlin; † 27. Juli 1996 in Arolsen) war ein deutscher Pharmazeut und Chemiker. Er war Professor für pharmazeutische Chemie und Rektor der Universität Marburg.

## Leben und Wirken
Horst Böhme entstammte einer alten Apothekerfamilie. Ab 1929 studierte er Pharmazie und Chemie an der Universität München, wo unter anderen der Nobelpreisträger Heinrich Wieland und der Professor für anorganische Chemie Otto Hönigschmid seine Lehrer waren. Im November 1933 trat Böhme in die SA ein, die er 1935 wieder krankheitsbedingt verließ. Er wurde 1934 an der Universität Berlin promoviert. Sein Doktorvater war Kurt Bodendorf (1898–1976). Der Weggang seines Mentors Bodendorf, der 1935 einem Ruf nach Istanbul folgte, eröffnete Böhme frühzeitig große wissenschaftliche Entfaltungsmöglichkeiten und Selbstständigkeit.
Seit 1936 arbeitete Böhme mit dem Heereswaffenamt zusammen und forschte am Pharmazeutischen Institut der Universität Berlin über chemische Kampfstoffe. Nachdem seine Arbeitsräume durch einen Luftangriff zerstört worden waren, konnte er seine Forschungsarbeiten über Senfgas ab 1943 am Kaiser-Wilhelm-Institut für physikalische Chemie und Elektrochemie in Berlin-Dahlem fortsetzen. Ab 1946 übernahm er den Lehrstuhl für Pharmazeutische Chemie an der Universität Marburg. Zu seinen Schülern gehörte eine Reihe bedeutender Wissenschaftler, die selbst später Hochschullehrer wurden, wie die Professoren Erich Schneider, Norbert Kreutzkamp, Rudolf Schmitz, Gerwalt Zinner, Friedrich Eiden (1925–2017), Hans-Dietrich Stachel, Theodor Severin, Eberhard Nürnberg, Klaus Hartke (1930–2000), Siegfried Ebel, Gunther Seitz, Bernard Unterhalt, Richard Neidlein, Helmut Stamm, Manfred Haake, Hans-Hartwig Otto, Roland Bitsch, Rainer Braun (Pharmazeut) (* 1941) und Bernd Clement.

## Wissenschaftliche Leistungen
Böhme untersuchte unter anderem die Hydrolysegeschwindigkeiten organischer Halogenverbindungen, die Synthese von α-Halosulfiden und -polysulfiden sowie Methyleniminium-Salzen. Ein weiteres Forschungsgebiet war die Strukturaufklärung von Naturstoffen. Sein umfangreiches wissenschaftliches Werk umfasst über 400 Publikationen sowie mehrere Bücher und Buchbeiträge.

## Ehrungen
Böhme wurde vielfach geehrt. 1960 wurde er Mitglied der Deutschen Akademie der Naturforscher Leopoldina in Halle (Saale), die Freie Universität Berlin und die Technische Universität Braunschweig verliehen ihm 1968 beziehungsweise 1981 die Ehrendoktorwürde. 1973 wurde er mit dem Großen Verdienstkreuz, 1978 mit dem Großen Verdienstkreuz mit Stern des Verdienstordens der Bundesrepublik Deutschland ausgezeichnet.